# قلعه کک کهزاد (قلعه کره)
قلعه کک کهزاد (قلعه کره) مربوط به دوره ساسانیان است و در شهرستان دنا، مشرف به روستای آباد کره، واقع شده و این اثر در تاریخ ۱۱ دی ۱۳۸۰ با شمارهٔ ثبت ۴۵۵۳ به‌عنوان یکی از آثار ملی ایران به ثبت رسیده است.